# William Blake (Chesterton)
(G. K. Chesterton, William Blake)
William Blake è un saggio di G. K. Chesterton, pubblicato per la prima volta nel 1910. In esso Chesterton analizza in profondità, attraverso sia le opere pittoriche che quelle poetiche, la figura di William Blake, andando ad individuare i caratteri della sua filosofia e avanzando spiegazioni riguardo a una serie di interrogativi generati da questo peculiare artista, non da ultimo quello riguardante la sua sanità mentale.

## Edizioni
- G. K. Chesterton, William Blake, a cura di Alessandro Zaccuri, traduzione di Luana Salvarani, Medusa edizioni, 2014, ISBN 978-88-7698-290-3.